# Musconetcong River
Der Musconetcong River ist ein ungefähr 73,5 km langer linker Zufluss des Delaware Rivers im Norden des Bundesstaates New Jersey in den USA.

## Verlauf
Der Fluss entspringt dem aufgestauten Lake Hopatcong und fließt dann durch den gestauten Lake Musconetcong und die ebenfalls gestauten Waterloo Lakes im Musconetcong Valley nach Südwesten. Er bildet die Grenze zwischen dem Morris County und dem Hunterdon County am Südufer und dem Sussex County und dem Warren County am Nordufer. 

## Geschichte
Die menschliche Besiedlung des Musconetcong Valleys kann bis 12.000 Jahren zurückverfolgt werden, als Paläoindianer die Region während des letzten Rückzugs des Wisconsin-Gletschers besiedelten. Als die europäischen Siedler im frühen 18. Jahrhundert in das Musconetcong Valley kamen, war die lokale Bevölkerung der Lenni Lenape bereits im Niedergang. Sie betrieben Brandrodung, um Getreide anzupflanzen und Wild anzulocken. Zu Beginn des 18. Jahrhunderts wurde im unteren Musconetcong Valley Selbstversorgerlandwirtschaft betrieben. Das fruchtbare Kalksteintal wurde schnell für den Ackerbau gerodet, und aus der Selbstversorgerlandwirtschaft entwickelte sich allmählich die kommerzielle Getreide- und Milchwirtschaft. Entlang des Flusses entstanden zwischen Finesville und Hackettstown zahlreiche Getreidemühlen, die Ausgangspunkte für den Bau von Dörfern bildeten. Ebenfalls Anfang des 18. Jahrhunderts begann die professionelle Herstellung von Holzkohle aufzublühen, die damals für die Befeuerung der Öfen für die Eisenherstellung diente – das Erz war auf den umliegenden Bergrücken vorhanden. Die Eisenproduktion stand Anfang des 19. Jahrhunderts vor dem Aus, weil die Holzvorräte zur Neige gingen. Der Bau des Morris Canals konnte sie aber retten, denn er ermöglichte die Zuführung von hochwertiger Anthrazitkohle aus dem Lehigh Valley in Pennsylvania, sodass die Wälder nicht mehr abgeholzt werden mussten. Für den Betrieb des Kanals mussten neben dem Aufstau des Lake Musconetcong weitere Stauseen angelegt werden. Mit der Schließung des Kanals in den 1920er Jahren entstanden im oberen Teil des Musconetcong Valleys mehr und mehr Ferienhäuser, die sich später zu permanenten Wohnsitzen wandelten. Im unteren Teil des Tals ist die Landwirtschaft immer noch dominant.